# Apeadeiro de Porto Rei
O apeadeiro de Porto Rei, igualmente conhecido como de Porto de Rei, é uma interface da Linha do Douro, que serve a localidade de Porto de Rei, em Portugal.

## Descrição

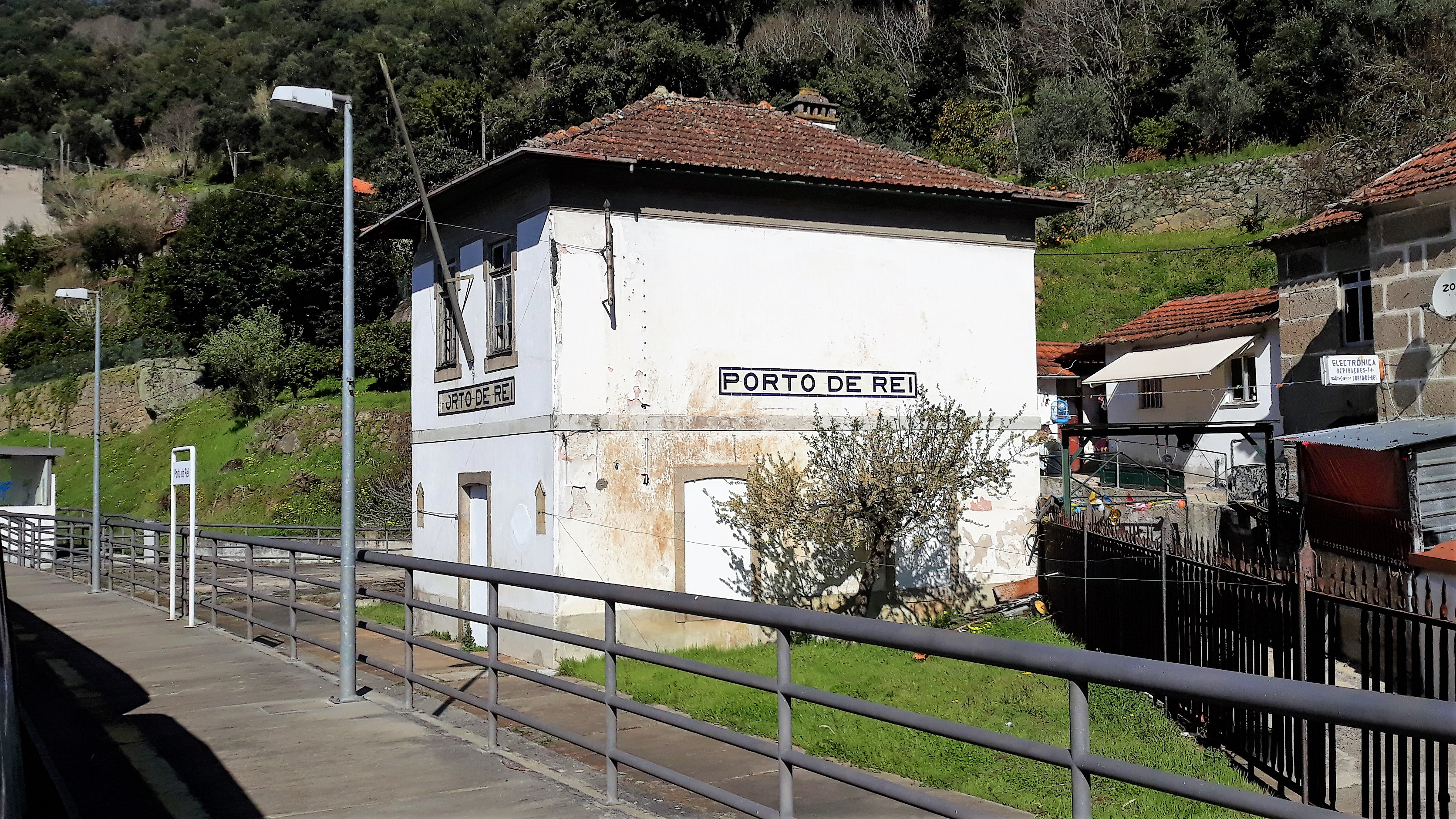
Apeadeiro de Porto Rei, 2019.

### Localização e acessos
Esta interface situa-se junto ao Rio Douro, no extremo sudoeste do concelho de Mesão Frio; insere-se na povoação epónima, parte da freguesia de Barqueiros, e é servida em exclusivo pelo CM1333, que a liga à EN108 numa distância de 1,5 km (desnível acumulado de +189−12 m).

### Infraestrutura
O edifício de passageiros situa-se do lado nornordeste da via (lado esquerdo do sentido ascendente, para Barca d’Alva).

### Serviços
Em dados de 2022, esta interface é servida por comboios de passageiros da C.P. de tipo regional, com cinco circulações diárias em cada sentido, entre Marco de Canaveses e Régua.

## História
Este apeadeiro situa-se no lanço da Linha do Douro entre Juncal e Régua, que abriu à exploração em 15 de Julho de 1879. Em 1985 tinha ainda categoria de estação, tendo sido mais tarde, antes de 1988, despromovido a apeadeiro.